# Shove It Tour
Shove It Tour – debiutancka trasa koncertowa grupy muzycznej The Cross z 1988, promująca ich debiutancki album Shove It. Trwała od 19 lutego do 24 kwietnia i obejmowała Anglię i Niemcy.

## Program koncertów
1. "Love Lies Bleeding"
2. "Cowboys And Indians"
3. "Love On a Tightrope"
4. "Man On Fire"
5. "Heaven For Everyone"
6. "Feel the Force"
7. "I'm In Love With My Car" (oryginalne nagranie: Queen)
8. "Laugh Or Cry"
9. "Manipulator"
10. "Let's Get Drunk"
11. "It's An Illusion"
12. "Contact"
13. "Shove It"
14. "Strange Frontier" (oryginał z drugiego solowego albumu Rogera Taylora, Strange Frontier)
15. "Let's Get Crazy"

Bis:
1. "Stand Up For Love"

Podczas koncertów w Niemczech zespół dodatkowo wykonywał utwór "Rip It Up"

## Lista koncertów

### Etap 1 – Anglia
1. 19 lutego 1988 – Leeds, Leeds University
2. 20 lutego 1988 – Glasgow, Glasgow University
3. 21 lutego 1988 – Leicester, Leicester Polytechnic
4. 23 lutego 1988 – Sheffield, Sheffield Polytechnic
5. 24 lutego 1988 – Nottingham, Rock City
6. 26 lutego 1988 – Manchester, Manchester University
7. 27 lutego 1988 – Bradford, Bradford University
8. 28 lutego 1988 – Newcastle, Mayfair
9. 1 marca 1988 – Southampton, Mayfair Suite
10. 4 marca 1988 – Norwich, U.E.A.
11. 5 marca 1988 – Birmingham, The Hummingbird
12. 6 marca 1988 – Leeds, Leeds Polytechnic
13. 7 marca 1988 – Bristol, Bristol Studio
14. 9 marca 1988 – Guilford, Civic Hall
15. 10 marca 1988 – Londyn, Town & Country Club

### Etap 2 – Niemcy
1. 11 kwietnia 1988 – Brema, Modernes
2. 12 kwietnia 1988 – Hamburg, Markthalle
3. 13 kwietnia 1988 – Berlin, Metropol
4. 14 kwietnia 1988 – Monachium, Theaterfabrik
5. 16 kwietnia 1988 – Erlangen, E-Werk
6. 17 kwietnia 1988 – Frankfurt, Music Hall
7. 18 kwietnia 1988 – Hanower, Capitol
8. 19 kwietnia 1988 – Esslingen, Club Music & Auction
9. 20 kwietnia 1988 – Mannheim, Capitol
10. 21 kwietnia 1988 – Düsseldorf, Tor 3
11. 23 kwietnia 1988 – Dortmund, Westfalenhalle II
12. 24 kwietnia 1988 – Bonn, Biskuithalle

## Muzycy
- Roger Taylor – wokal i gitara rytmiczna
- Clayton Moss – gitara prowadząca
- Peter Noone – gitara basowa
- Spike Edney – fortepian i keyboardy
- John Macrae – perkusja